# William Corbet (5e baronnet)
William Corbet, 5e baronnet (1702-1748), de Stoke, dans le Shropshire, est un marchand et homme politique britannique qui siège à la Chambre des communes de 1728 à 1748.

## Biographie
Il est le fils aîné de Robert Corbet, 4e baronnet et de son épouse Jane Hooker, fille de William Hooker. Il épouse Harriot Pitt, fille de Robert Pitt de Boconnoc, Cornwall et sœur aînée de William Pitt l'Ancien.
Il se présente sans succès aux élections législatives de novembre 1724 à Newcastle-under-Lyme lors d'une élection partielle. Il a une certaine capacité financière et, en 1726, il est assistant de la Royal African Company. Il s'associe à Henry Herbert (1er comte de Powis), qui le soutient lors des élections générales de 1727 à Montgomery Boroughs. Le scrutin est contesté et Corbet n’est pas élu député avant le 16 avril 1728. Il siège de nouveau au conseil d’administration de la Royal African Company de 1728 à 1731 et est l’un des trois députés à avoir lancé une pétition relative aux forts de la compagnie au Parlement en 1729 et 1730, malgré l'opposition des libre-échangistes en Afrique. Il est réélu sans opposition en tant que député de Montgomery Boroughs aux élections générales de 1734. Il vote de manière cohérente avec le gouvernement et son seul discours rapporté est en 1739 contre l'abrogation du Test Act. Son père est décédé le 3 octobre 1740 et il lui succède comme baronnet. En 1741, il est nommé au poste de commissaire du revenu de l'Irlande, qui valait 1 000 livres sterling par an. Il est muté à Ludlow, siège de Lord Powis, aux Élections générales britanniques de 1741 où il est réélu sans opposition. En 1747, il quitte son poste de commissaire du revenu pour l'Irlande, conformément du Place Act de 1742, estimant que cette fonction est incompatible avec un siège au Parlement. Il est réélu sans opposition aux élections générales de 1747. En 1748, il est nommé membre du conseil de direction du greffier de la pipe pour une valeur d'environ 500 £ par an.
Corbet meurt sans descendance le 15 septembre 1748 d'une hydropisie.